# Буржуа, Шарль Василий
Василий Буржуа (фр. Charles Bourgeois) (1887, Париж, Франция — 8 апреля 1963, Сан-Паулу, Бразилия) — по национальности француз, иеромонах католической церкви византийского обряда, член ордена иезуитов, участник Русского апостолата, работал в общинах Русского зарубежья и Неоунии, работал в общинах Русского зарубежья в странах: Польша, Чехословакия, Эстония, Бразилия, Франция, настоятель Благовещенского храма в Сан-Паулу.

## Биография
Родился в Париже в 1887, принял монашество в 1904 в ордене иезуитов, в 1920 рукоположенв сан иеромонаха католической церкви  византийского обряда. В 1924 – 1927 служил в Неоунии в Восточной Польше, с 1927 по 1932 в униатских приходах русинской традиции в Карпатской Руси в Чехословакии; с 1932 - в Эстонии, где во время немецкой оккупации был арестован Гестапо, провел два года в концлагере, освобожден Красной армией. 
В 1945 переехал в Москву, служил в Храме Святого Людовика Французского, в 1946 отправлен в Париж. В 1951 направлен в Бразилию, где прослужил в течение 12 лет настоятелем Благовещенского храма в Сан-Паулу и с 1954 – ректор Интерната для русских мальчиков имени св. Владимира в Иту.

## Публикации
- Bourgeois. Ma rencontre avec la Russie: Relation du hieromoine Vassily. Buenos Aires, 1953.